# Сельское хозяйство в Древней Руси
Сельское хозяйство Древней Руси составляло одну из основ её экономики. Ряд историков рассматривал его в качестве господствующей отрасли древнерусского хозяйства. Особую роль в сельском хозяйстве играли княжеские и боярские земли.

## Отрасли

### Растениеводство
В исторической науке нет единого мнения о роли земледелия в хозяйстве Древней Руси. По мнению В. О. Ключевского, в древнерусский период торговля продуктами лесных и других промыслов преобладала над земледелием, несмотря на то, что подавляющая масса русского населения проживала в чернозёмном Среднем Поднепровье. Но с середины XV века, когда основная масса населения сосредоточилась в области Верхнего Поволжья, где почвы представлены менее плодородными суглинками, роль земледелия, напротив, возросла. В качестве основы ранней русской экономики Ключевский рассматривал внешнюю торговлю. Н. А. Рожков также считал, что земледелие в Древней Руси не было важной отраслью хозяйства, поскольку в числе хозяйственных благ, составлявших главное богатство Руси, письменные источники ни разу не называют хлеб, а упоминаются только продукты «добывающей промышленности — меха, мёд и воск». По мнению учёного, «богатство князей, бояр и купцов состояло не в хлебе».
Б. Д. Греков на материале тех же письменных источников, напротив, отстаивал точку зрения о господствующей роли земледелия в хозяйстве Древней Руси. Он указывал, что хлеб стал «богатством», то есть предметом торгового обмена, значительно позднее, однако этот факт, по мнению Грекова, не отменяет того, что земледелие было главным занятием древнерусского сельского населения.
Косвенно о важной роли земледелия свидетельствует и религия. Известные факты относительно дохристианской религии славян говорят преимущественно о земледельческом культе. Ранняя история христианства на Руси подтверждает земледельческий характер хозяйства славян IX—X веков. Народное христианство Руси почти не несло в себе никаких существенных признаков тотемизма. Христианские понятия и представления заменили собой элементы именно земледельческого культа: весна отождествилась с Богородицей, приезжающей на Благовещение на сохе, святые Илья, Егорий и Никола превратились в покровителей сельскохозяйственных работ. В особенности святой Егорий: он «жито родит», «ярь засевает», «горох сеет и на поле первый бог». Молитвы по народным верованиям могли совершаться под овином. О земледелии как о хозяйственной основе жизни древнерусского общества говорит и славянский календарь.
На Долобском съезде 1103 года в качестве причин для отказа от совместного похода на половцев весной названа необходимость брать у крестьян (смердов) лошадей, что могло сорвать посевные работы:

И стали совещаться, и начала говорить дружина Святополкова, что «не время ныне, весной, воевать: погубим смердов и пахоту их». И сказал Владимир: «Дивно мне, дружина, что лошадей жалеете, которыми пашут, а почему не подумаете о том, что вот начнет пахать смерд, и, приехав, половец поразит смерда стрелою, а лошадь его заберет, а в село его приехав, захватит жену его и детей, и все имущество его возьмет? Лошадь его вы жалеете, а самого почему не жалеете?».
Оригинальный текст (церк.-сл.)И поча думати и начаша глаголати дружина Святополча: «Не веремя веснѣ воевати: хочемь погубити смерды и ролью имъ». И рече Володимеръ: «Дивно ми, дружино, оже лошади кто жалуеть, еюже ореть кто, а сего чему не расмотрите, оже начьнетъ смердъ орати, и половчинъ приѣха, ударить смерда стрѣлою, а кобылу его поиметь, а в село въѣхавъ, поиметь жену его и дѣти, и все имѣнье его возметь. То лошади его жалуешь, а самого чему не жалуешь?».

Г. В. Вернадский отмечал, что, согласно «Повести временных лет», вятичи платили дань хазарам по одной монете с сохи, следовательно, соха была их главным средством к существованию. В то же время Вернадский не отрицал и роль внешней торговли. Он писал, что к моменту образования Древнерусского государства продажа зерна не играла значительной роли во внешней торговле. Большую часть товарооборота составляли продукты охоты и лесных промыслов: пушнина, воск и мёд.

#### Системы земледелия
Различие природных зон оказало влияние на агротехнические методы и привело к заметной разнице между севером и югом страны в сфере земледелия. Степная зона с богатыми чернозёмами была открыта для возделывания. В лесной зоне для того, чтобы получить участок пашни, необходимо было сначала выкорчевать лес. В переходной лесостепной зоне возможно было использовать свободные от деревьев участки земли ещё до вырубки окружающего их леса.
На самой ранней стадии развития земледелия обработка земли заключалась в разрыхлении верхнего слоя почвы мотыгой или другим инструментом подобного рода с одновременной посадкой семян. На этой стадии каждый участок земли использовался только временно. В лесной зоне требовалось подсечно-огневое земледелие. Обработке земли предшествовала вырубка деревьев — подсека и выжигание подлеска — ляда. Образовавшиеся выжженные участки леса, пригодные для земледелия — ляды — в первые два-три года давали высокий урожай. Однако позднее урожайность падала, и использовались новые, подготовленные заранее участки земли. Оставленные участки земли — лядины — зарастали. Через некоторое время они расчищались и обрабатывались вновь. Такое земледелие, требовавшее тяжёлого труда и большого количества работников, было не под силу одной крестьянской семье. Поэтому раннее земледелие в лесах предполагало существование кооперативных объединений — общин.
В степной зоне первоначальная система земледелия была переложной. После первых урожаев землю оставляли под паром на несколько лет. При этом не соблюдалось какое-либо определённое чередование земельных участков ни во времени, ни в севообороте.
Когда в результате роста населения количество земли становилось ограниченным и на неё устанавливалась частная собственность, от такой расточительной системы приходилось отказываться, и земля могла быть оставлена под паром только на определённое время. Это привело к появлению двухпольной и, позднее, трёхпольной системы земледелия.
При постоянном возделывании полей для их обработки требовалось намного меньше труда, чем при подсечном земледелии. Препятствие для выхода отдельных семей из общины устранялось, и появились небольшие хозяйства. В то же время, крупные земельные наделы могли прибыльно эксплуатироваться с использованием рабского или наёмного труда.
M. H. Покровский связывал технику сельского хозяйства с отдельными этапами в развитии общественных отношений. Эволюцию этой техники учёный разделял на три этапа: подсечно-огневое земледелие, перелог и трёхполье. Если подсека и перелог не давали возможности для прочной оседлости крестьянина, то трёхполье, напротив, её требовало. Крестьянина, по мнению Покровского, прикрепило к земле и владельцу именно трёхполье, которое начало преобладать с XV—XVI веков, в зависимости от района: в Новгородской земле раньше, чем в центре Московского государства.
Б. Д. Греков, опираясь на данные археологии и отчасти на сведения письменных источников, отмечал, что уже с IX—X веков пашенное земледелие занимает ведущую роль даже в центральных частях территории, заселённой восточными славянами, а основными земледельческими орудиями становятся соха и плуг. В Среднем и Южном Поднепровье пашенная система земледелия существовала и раньше. Так, уже ранние письменные источники различают озимую и яровую культуры. По мнению Грекова, это говорит об устойчивом пашенном земледелии, о двухпольной, а, возможно, и трёхпольной системе. При этом предшествовавшие архаические формы земледелия, в первую очередь подсечно-огневое, не были изжиты и применялись в некоторых регионах на протяжении многих последующих веков. Г. В. Вернадский также писал о достижении стадии трёхполья уже в киевский период как на юге, так и на севере, по крайней мере на наиболее плотно заселённых территориях.
С конца XIII по конец XV века в Северо-Восточной и Северо-Западной Руси идёт процесс развития паровой системы земледелия одновременно с процессом вытеснения подсечно-огневой системы. Полевое (паровое) пашенное земледелие широко распространилось в Северо-Восточной Руси к 1370-1380-м годам. Однако в дополнение к полевой пашне в лесной полосе сохранялась практика разработки подсек. Со второй четверти XV века наблюдается широкое распространение паровой трёхпольной системы земледелия и её господство на большей части земель Северо-Восточной и Северо-Западной Руси. Ко второй половине XV века трёхпольная система получает повсеместное распространение.

#### Полевые культуры
Археологические данные свидетельствуют, что видовой состав хлебов, выращиваемых в Древней Руси был тем же, что и на широкой близлежащей территории.
Период V—IX веков, предшествовавший образованию Древнерусского государства, характеризуется широким распространением в районах северо-запада и запада пшеницы мягкой, ячменя и проса. Возделывались кормовые бобы, горох, лён, конопля. Появляется рожь, первоначально яровая. В конце данного периода появляется рожь озимой формы.
Материалы X — первой половины XIII века характеризуются прежним составом культур и расширением количества посевов озимой ржи. Главные культуры предыдущего периода (пшеница и ячмень) оттесняются на второе-третье места. Чаще появляется ещё одна новая культура — овёс.
Во второй половине XIII—XV веке прослеживается тенденция предыдущего периода: рожь по-прежнему занимает первое место среди зерновых культур, процент её зёрен даже несколько возрастает. Рожь теперь возделывается в большем объёме, чем все три остальные культуры вместе взятые. К XV веку шире распространяются посевы овса. Эта культура выходит на второе место, ещё более оттеснив старые яровые культуры.
На юге в качестве основных культур выращивались полба, пшеница . При трёхпольной системе на отдельных полях возделывались волокнистые, пригодные для ткачества (лён и конопля), бобовые (горох и чечевица) и репа.

#### Садоводство и огородничество
О садоводстве Древней Руси известно мало. Вероятно, яблоневые и вишнёвые сады существовали на юге уже многие века. Местные фрукты не были особенно разнообразны, поскольку фрукты импортировались из Византии.
Товарные огороды существовали вокруг Киева и других городов. Находились они обычно в низких влажных местах, затопляемых весенними паводками (болонье). Выращивались капуста, горох, репа, лук, чеснок и тыква.

### Животноводство
Материальные находки включают костные остатки лошадей, коров, овец, коз, свиней, собак и других домашних животных. Разведение лошадей и крупного рогатого скота представляло собой важную отрасль хозяйства в киевский период. Исследованные кости животных широко варьируются по размерам и пропорциям в каждой местной популяции.
Крупный рогатый скот принадлежал к краниологическому типу brachyceros и в основной своей массе характеризуется очень мелкими размерами. Средний рост в холке был около 1 м (с колебаниями от 85 до 120 см). В лесной полосе была распространена одна местная порода крупного рогатого скота — первичный лесной скот. Мелкими размерами отличались также лошади, весьма изменчивые по своим краниологическим особенностям и другим остеологическим признакам. Средняя высота древнерусской лошади в холке составляла около 135 см, и только отдельные особи достигали 150 см и несколько выше. Ещё меньших размеров были лошади раннего железного века племён дьяковской и юхновской культур. Увеличение размеров лошади может быть связано с развитием пашенного земледелия, при котором лошадь используется как рабочее животное. Очень мелкой была свинья. Домашняя коза принадлежала к краниологическому типу prisca и размерами уступала современной. Древнерусская лесная овца по размерам и строению костей обнаруживает большое сходство с современными романовскими овцами.
Характерной особенностью памятников раннего железного века по сравнению с древнерусским периодом является обилие костных остатков лошади, свидетельствующее о важном значении этого животного в питании населения. В Древней Руси значение лошади в питании резко снижается. Однако, несмотря на религиозные запреты, употребление конины в пищу сохранилось до II тысячелетия н. э. Животноводство могло существовать лишь при условии заготовки кормов, обеспечивающих жизнь скота в зимние месяцы. Трудоёмкость этого процесса должна была существенно ограничивать количество скота, содержавшегося населением. Возраст большинства свиней, овец и коз, определяемый по костным остаткам, указывает на то, что забой скота осуществлялся в осеннее и зимнее время. Обилие костных остатков молодых особей этих видов является следствием трудности содержания большого их поголовья в зимнее время.
Количественные соотношения между костными остатками диких и домашних животных говорят о том, что одной из важнейших отраслей хозяйства (наряду с земледелием) была охота. Охота играла в Древней Руси значительную роль, поэтому разводились охотничьи собаки. Птицеводство было одной из важных отраслей сельского хозяйства. Птицу держали как для личного потребления, так и для торговли.

#### Бортничество
Бортничество также являлось существенной отраслью хозяйства. Пчёлы содержались в дуплистых стволах лесных деревьев. Борть (дупло) могла быть природного происхождения, но чаще всего борти специально вырубались в стволах. Воск и мёд пользовались большим спросом как внутри страны, так и за её пределами. Воск, помимо прочего, был необходим для производства церковных свечей и экспортировался в большом количестве в Византию и на Запад.

## Орудия труда
На начальной стадии развития земледелия в лесной зоне для подсеки использовался топор. Земля обрабатывалась мотыгой. В этих условиях не было необходимости в использовании тягловой силы. Как указывает П. Н. Третьяков, в период, предшествовавший древнерусскому, в верховьях Волги лошадь использовалась как скот, на мясо, и только приблизительно в V веке она была приспособлена для сельскохозяйственных работ.
Для вспашки земли на севере использовалась соха — деревянное орудие с тремя зубьями. Позднее к нему добавили металлический лемех. На юге использовалось рало. Основной предпосылкой эволюции сохи явилась возможность использования скота в качестве тягловой силы. В рало впрягались, вероятно, волы, но не исключается также лошадь. Для северной сохи использовалась лошадь.

## Управление
Согласно письменным источникам киевского периода, регулярно обрабатываемые поля уже находились в частной собственности. Известны списки документов, в которых детально описаны границы владений. В Русской Правде установлены штрафы за распахивание земель вне установленных границ.
Поместья могли принадлежать князьям, боярам, церкви и другим лицам. Управляющие княжескими и боярскими поместьями назывались тиуны, княжескими поместьями — также огнищане (огнищные тиуны). Отдельная часть поместья называлась село (соответствовала вилле в Империи Каролингов) и управлялась сельским старостой. За полевыми работами наблюдал ратайный староста; за лошадей отвечал конюший тиун; за овец — овчар. Летописи упоминают доезжачих, отвечавших за княжеские псарни. Большинство княжеских конюхов, пастухов и псарей, вероятно, являлись холопами князя.
Княжеские земли обрабатывались холопами и зависимыми работниками — закупами, а также наёмными работниками — рядовичами и вольноотпущенниками — изгоями. Некоторые из наёмных работников в княжеских и церковных поместьях получали в аренду небольшие наделы земли. Они обязаны были отдавать хозяину земли часть урожая или платить ренту деньгами.
В Патерике Киево-Печерского монастыря отмечается, что монахи выращивали некоторые виды фруктовых деревьев. Имелись монастырские огороды. Огородники упоминаются также среди людей, работавших в частных поместьях.
Князья уделяли большое внимание разведению лошадей, в числе прочего в связи с военными нуждами. В княжеских имениях содержались многочисленные их табуны. Согласно Ипатьевской летописи, во время одного из столкновений между князьями Давыдовичами и Ольговичами в 1145 году Давыдовичи совершили набег на неогороженное пастбище Ольговичей и угнали 3 тысячи кобыл и тысячу жеребцов. Разведению охотничьих собак в княжеских имениях также уделялось большое внимание.
Имеются сведения об управлении бортничеством и его правовом регулировании. В ряде источников упоминаются угодья с пчелиными ульями, принадлежавшие как князьям, так и простым людям. Монахи также занимались пчеловодством, и князья нередко жаловали часть своих бортевых угодий епископам и монастырям. Так, в 1150 году смоленский князь Ростислав Мстиславич даровал епископу своего города лес с ульями и обслуживающим их пчеловодом (бортником). Стволы с бортями метились специальным знаком пчеловода (знамя). Область леса, в которой находились помеченные деревья с бортями, охранялась. Русская Правда устанавливала штраф в 3 гривны за снос чужого улья и в 12 гривен за удаление с дерева знака владельца.